# Cruz cubierta

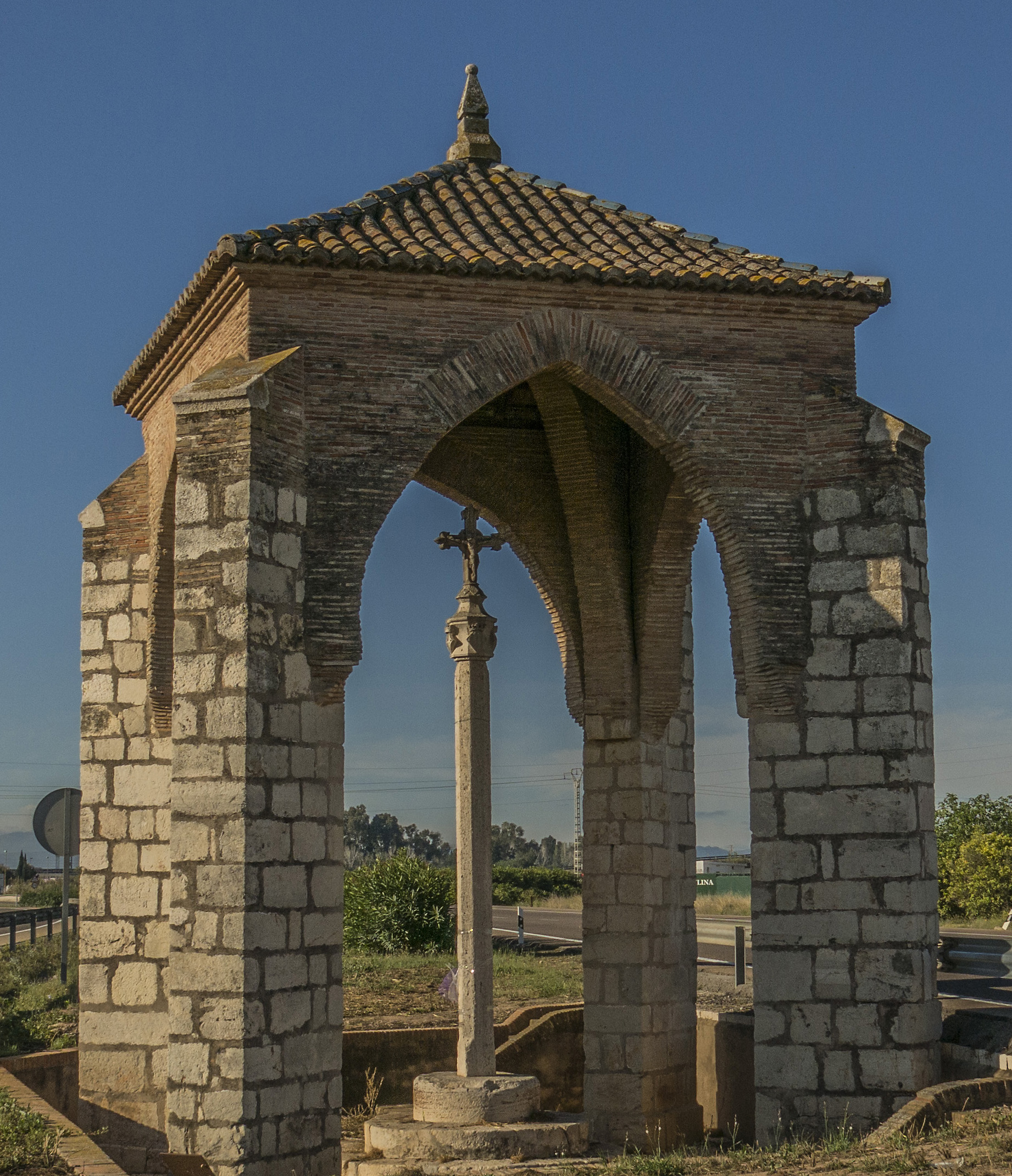
Cruz cubierta (en valenciano Creu Coberta) de Alcira.

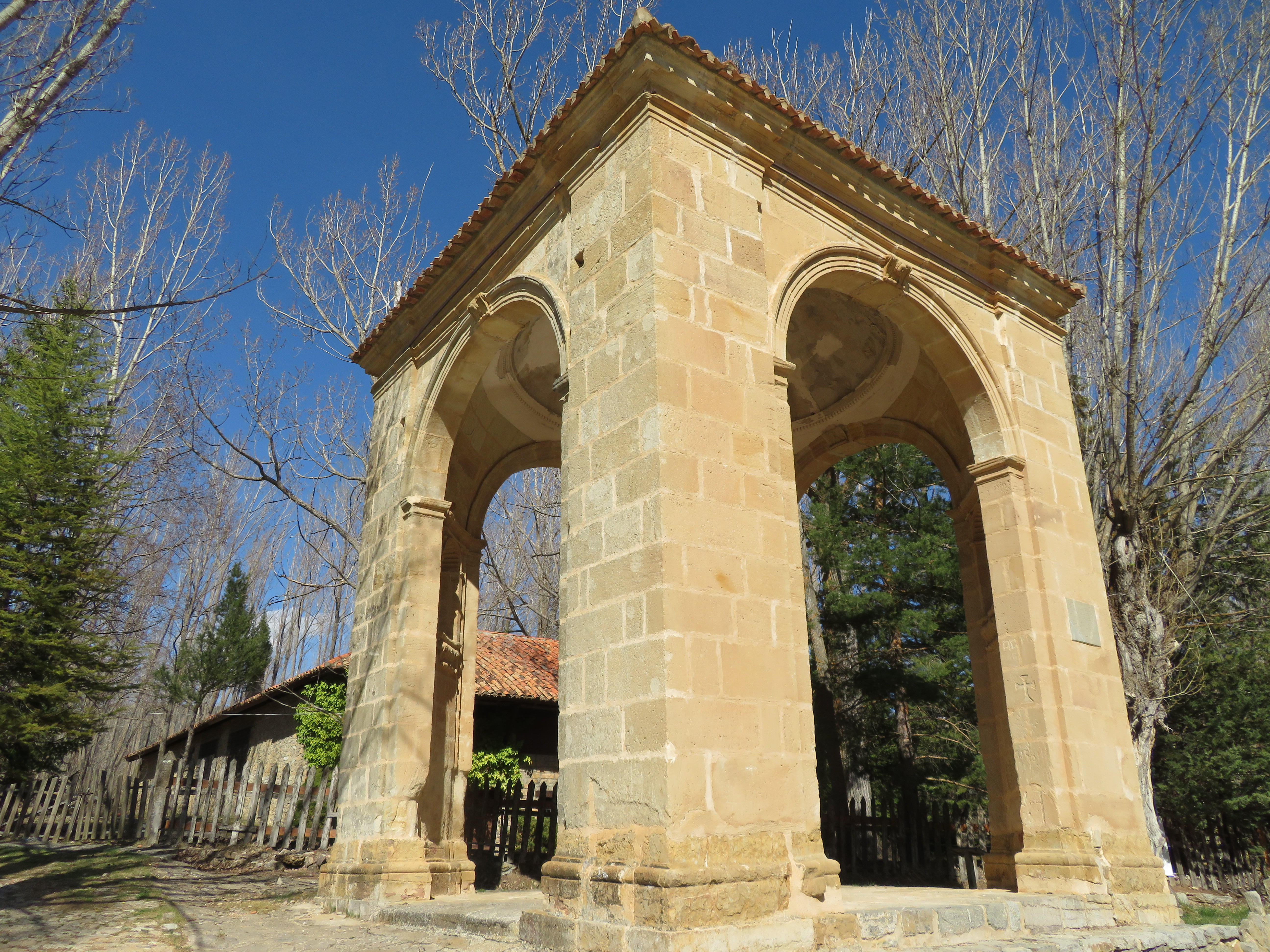
Humilladero de Miguel Palomar en Alcalá de la Selva, Teruel

Una cruz cubierta es un crucero o mejor, una cruz de término que se ubica a la entrada de un término municipal importante o marcando el límite entre dos términos contiguos. Se construyeron desde el siglo XIV en la Comunidad Valenciana y en otras partes donde, por lo general son simples cruceros con un dosel protector. 

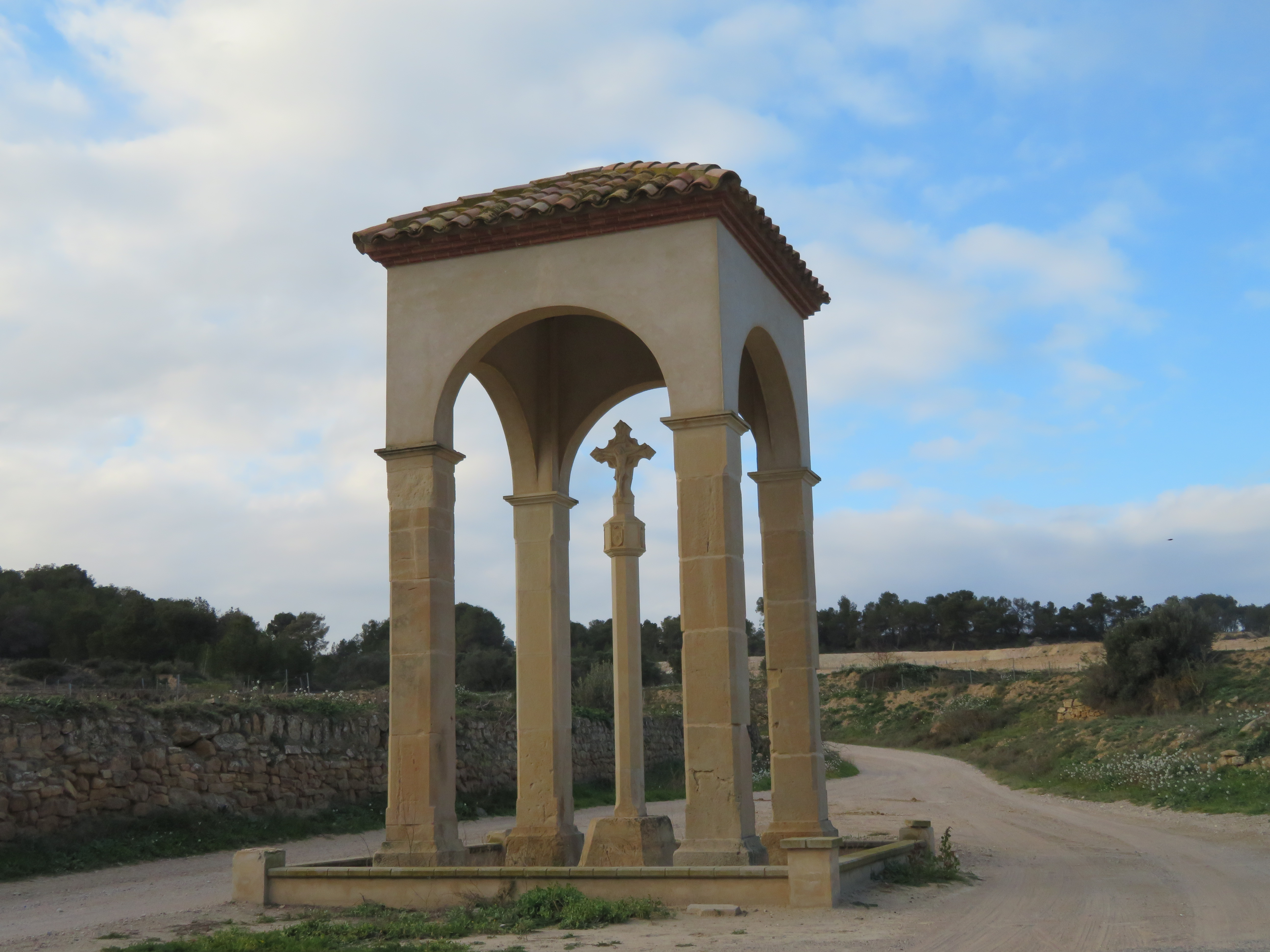
Cruz del Valle Mayor (Creu de la Vall), cruz cubierta en Batea

Son muy importantes las tres que rodean a Valencia: la Cruz cubierta de Mislata, la de Almácera y la de San Vicente, esta última, la más importante y conocida, hasta el punto de que da nombre a un barrio del Distrito de Jesús, en el extremo meridional de la calle de San Vicente Mártir de la capital valenciana (barrio de la Cruz Cubierta, Creu Coberta en valenciano).
Esta cruz cubierta que marcaba el límite meridional de la ciudad de Valencia es una obra gótica realizada en 1376 de autor desconocido. Entre el 1432 y 1435, el maestro de obras Juan del Poyo y el tallista Juan Llobet, la remozaron a cuenta de la Fábrica de Murs e Valls (Fábrica de Muros y valles, institución encargada de canalizar el río Turia y cuya obra ha permanecido hasta nuestros días).